# Pedro Almodóvar
Pedro Almodóvar (n. 25 septembrie 1949, Calzada de Calatrava, Castilia-La Mancha, Spania) este un regizor, scenarist, producător, director și actor spaniol.
La sfârșitul anilor '60 s-a mutat la Madrid. A lucrat timp de 12 ani ca asistent administrativ la Compania Națională de Telefoane. A debutat în activitatea cinematografică prin producția unor scurt metraje. Concomitent a jucat în trupa de teatru Los Goliardos și a scris pentru mai multe reviste underground, și i se publică unele din povestiri. De asemenea a cântat în grupul punk Almodovar & McNamara.

## Filmografie
| An   | Film                                           |
| ---- | ---------------------------------------------- |
| 2016 | Julieta⁠(d)                                     |
| 2013 | Los amantes pasajeros (RS)                     |
| 2011 | La piel que habito (RS)                        |
| 2009 | Los abrazos rotos (RS)                         |
| 2006 | Volver (RS)                                    |
| 2004 | La mala educación (RS)                         |
| 2001 | Hable con ella (RS)                            |
| 1999 | Todo sobre mi madre (RS)                       |
| 1997 | Carne trémula (RS)                             |
| 1995 | La flor de mi secreto (R)                      |
| 1993 | Kika (RS)                                      |
| 1991 | Tacones lejanos (RS)                           |
| 1990 | ¡Átame! (RS)                                   |
| 1988 | Mujeres al borde de un ataque de nervios (RS)  |
| 1987 | Legea dorinței (RS)                            |
| 1986 | Matador (RS)                                   |
| 1984 | ¿Qué he hecho yo para merecer ésto? (RS)       |
| 1983 | Entre tinieblas (RS)                           |
| 1982 | Laberinto de pasiones (RSAM)                   |
| 1980 | Pepi, Luci, Bom y otras chicas del montón (RS) |

- (R) Regizor
- (RS) Regizor și scenarist
- (RGAM) Regizor, scenarist, actor și muzică.

## Premii
- Premiul Felix oferit de Academia Europeană de Film în 1987
- Premiul Național pentru Cinematografie în Spania în 1990
- Este numit Ofițer al Literelor și Artelor de către Ministerul Culturii din Franța, în 1994
- Este primit în Ordinul Cavalerilor Legiunii de Onoare la Festivalul de Film de la Cannes în 1997
- Premiul BAFTA pentru cel mai bun film străin, pentru "Hable con ella", în 2003
- BAFTA pentru cel mai bun regizor în 2000 pentru "Todo sobre mi madre"
- 2 premii Globul de Aur
- 2 premii Oscar
- 3 premii César
- 5 premii Goya în Spania

## Legături externe
- Materiale media legate de Pedro Almodóvar la Wikimedia Commons
- VIDEO „Amanții pasageri“ – un film obraznic și relaxat, 11 iunie 2013, cronică de film de Ionuț Mareș, Ziarul Metropolis